# Tweede klasse 2001-02 (voetbal België)
Het seizoen 2001/2002 in Tweede klasse ging van start op 22 augustus 2001 en liep ten einde op 5 februari 2002. Daarna was er nog een eindronde. KV Mechelen haalde de titel en promoveerde zo naar eerste klasse. RAEC Mons won de eindronde en promoveerde zo mee.

## Naamswijzigingen
- FC Denderleeuw fuseerde met FC Eendracht Hekelgem en werd FC Denderleeuw EH.
- KRC Harelbeke wijzigde zijn naam in KRC Zuid-West-Vlaanderen.
- K. Maasland Maasmechelen wijzigde zijn naam in K. Patro Maasmechelen.

## Gedegradeerde teams
Deze teams waren gedegradeerd uit de Eerste klasse voor de start van het seizoen:
- KRC Harelbeke
- KV Mechelen

## Gepromoveerde teams
Deze teams waren gepromoveerd uit de Derde klasse voor de start van het seizoen:
- KSK Ronse, kampioen in Derde klasse A
- R. Excelsior Virton, kampioen in Derde klasse B
- RCS Visétois, verliezend finalist eindronde (eindrondewinnaar KV Kortrijk mocht niet promoveren)

## Promoverende teams
Deze teams promoveerden naar Eerste klasse op het eind van het seizoen:
- KV Mechelen (kampioen)
- RAEC Mons (winnaar eindronde)

## Degraderende teams
Deze teams degradeerden naar Derde klasse op het eind van het seizoen:
- KRC Zuid-West-Vlaanderen, economische daler
- Geen enkele club degradeerde sportief door de financiële problemen van KSC Eendracht Aalst en RWD Molenbeek, die van eerste klasse naar derde klasse degradeerden waardoor Patro Maasmechelen - de laatste in de eindstand - zeker was van het behoud en het het volgende seizoen nog altijd in tweede klasse mocht spelen.

## Eindstand
|    |    |                          | P  | W  | G  | V  | +  | -  | DS  | Ptn |
| -- | -- | ------------------------ | -- | -- | -- | -- | -- | -- | --- | --- |
| K  | 1  | KV Mechelen              | 34 | 20 | 11 | 3  | 64 | 24 | 40  | 71  |
| EP | 2  | KSV Ingelmunster         | 34 | 20 | 7  | 7  | 53 | 32 | 21  | 67  |
| EP | 3  | RAEC Mons                | 34 | 18 | 8  | 8  | 56 | 37 | 19  | 62  |
| EP | 4  | K. Heusden-Zolder SK     | 34 | 14 | 14 | 6  | 52 | 34 | 18  | 56  |
| D  | 5  | KRC Zuid-West-Vlaanderen | 34 | 16 | 7  | 11 | 41 | 42 | -1  | 55  |
| EP | 6  | Cercle Brugge            | 34 | 13 | 13 | 8  | 40 | 28 | 12  | 52  |
|    | 7  | KFC Dessel Sport         | 34 | 13 | 8  | 13 | 57 | 44 | 13  | 47  |
|    | 8  | RCS Visétois             | 34 | 13 | 6  | 15 | 41 | 50 | -9  | 45  |
|    | 9  | KFC Strombeek            | 34 | 11 | 9  | 14 | 42 | 51 | -9  | 42  |
|    | 10 | RFC Liège                | 34 | 10 | 11 | 13 | 35 | 42 | -7  | 41  |
|    | 11 | R. Excelsior Virton      | 34 | 9  | 12 | 13 | 41 | 47 | -6  | 39  |
|    | 12 | KFC Verbroedering Geel   | 34 | 10 | 8  | 16 | 39 | 48 | -9  | 38  |
|    | 13 | FC Denderleeuw EH        | 34 | 9  | 11 | 14 | 31 | 41 | -10 | 38  |
|    | 14 | KSV Roeselare            | 34 | 8  | 13 | 13 | 41 | 44 | -3  | 37  |
|    | 15 | KSK Ronse                | 34 | 8  | 13 | 13 | 37 | 52 | -15 | 37  |
|    | 16 | KMSK Deinze              | 34 | 8  | 12 | 14 | 40 | 50 | -10 | 36  |
|    | 17 | KVK Tienen               | 34 | 8  | 11 | 15 | 36 | 52 | -16 | 35  |
| ED | 18 | K. Patro Maasmechelen    | 34 | 8  | 6  | 20 | 34 | 62 | -28 | 32  |

P: wedstrijden gespeeld, W: wedstrijden gewonnen, G: gelijke spelen, V: wedstrijden verloren, +: gescoorde doelpunten, -: doelpunten tegen, DS: doelsaldo, Ptn: totaal punten
 K: kampioen en promotie, EP: eindronde voor promotie, ED: eindronde voor degradatie D: degradatie
Doordat er 3 economische dalers waren, waren de laatste 3 ploegen uit het klassement gered. Maasmechelen nam als 18de echter wel deel aan de eindronde, die het verloor.

## Eindronde voor promotie
Ingelmunster, Mons, Heusden-Zolder en Cercle Brugge streden om het tweede ticket voor eerste klasse, naast kampioen KV Mechelen. Normaal had Harelbeke - de 5e in de eindstand - moeten deelnemen, maar vanwege een weigering van licentie voor eerste klasse mocht Cercle Brugge hun plaats innemen.
|   |   |                      | P | W | G | V | + | - | DS | Ptn |
| - | - | -------------------- | - | - | - | - | - | - | -- | --- |
| P | 1 | RAEC Mons            | 6 | 3 | 2 | 1 | 6 | 4 | 2  | 11  |
|   | 2 | K. Heusden-Zolder SK | 6 | 3 | 1 | 2 | 9 | 6 | 3  | 10  |
|   | 3 | KSV Ingelmunster     | 6 | 3 | 0 | 3 | 9 | 9 | 0  | 9   |
|   | 4 | Cercle Brugge        | 6 | 1 | 1 | 4 | 4 | 9 | -5 | 4   |

## Degradatie-eindronde
Door de verplichte degradatie van meerdere teams kon K. Patro Maasmechelen, dat 18e eindigde, alsnog meedoen in de eindronde voor behoud. Daarin speelde een eindronde met een aantal derdeklassers en ging daar van start in de tweede ronde van die eindronde.
De officiële benamingen van deze competitie luidden achtereenvolgens Bevordering (van 1909 tot 1926), Eerste Afdeling (van 1926 tot 1952), Tweede Klasse (van 1952 tot 2016). 
In 2016 werd de Tweede Klasse opgeheven en vervangen door Eerste klasse B en Eerste klasse Amateurs.
Nationaal voetbal · Regionaal voetbal · Provinciaal voetbal · KBVB · Nationaal voetbalelftal · Nationaal dameselftal
Belgisch nationaal voetbal
Eerste klasse A · Eerste klasse B · Eerste nationale · Beker van België · Belgische Supercup
Super League · Eerste klasse (vrouwen) · Tweede klasse (vrouwen) · Beker van België (vrouwen) · Belgische Supercup (vrouwen)